# ミッチェル・パーカー
ミッチェル・ジェームズ・パーカー（Mitchell James Parker, 1999年9月27日 - ）は、 アメリカ合衆国ニューメキシコ州アルバカーキ出身のプロ野球選手（投手）。左投左打。MLBのワシントン・ナショナルズ所属。

## 経歴
2018年のMLBドラフト28巡目（全体848位）でシカゴ・カブスから指名されたが、契約せずにサンジャッキント大学へ進学した。
2019年のMLBドラフト27巡目（全体818位）でタンパベイ・レイズから指名されたが、この時も契約しなかった。
2020年のMLBドラフト5巡目（全体153位）でワシントン・ナショナルズから指名され、プロ入り。この年はCOVID-19の影響でマイナーリーグの試合が開催されなかったため、公式戦の登板は無かった。
2021年、傘下のA級フレデリックスバーグ・ナショナルズでプロデビュー。A+級ウィルミントン・ブルーロックスでもプレーし、2チーム合計で23試合（先発21試合）に登板して4勝12敗、防御率4.87、144奪三振を記録した。
2022年はA+級ウィルミントンでプレーし、合計で24試合に先発登板して6勝4敗、防御率2.88、117奪三振を記録した。
2023年はAA級ハリスバーグ・セネターズとAAA級ロチェスター・レッドウイングスでプレーし、2チーム合計で28試合（先発26試合）に登板して9勝7敗、防御率4.72、150奪三振を記録した。オフの11月14日にルール・ファイブ・ドラフトでの流出を防ぐために40人枠入りした。
2024年はAAA級ロチェスターで開幕を迎えた。4月15日にメジャー初昇格を果たすと、メジャーデビューとなった同日のロサンゼルス・ドジャース戦では先発して5回2失点の投球で初登板初勝利を挙げた。

## 投球スタイル
速球は常時91〜95mph を計測し、それに加えて80mph台前半のカーブ、80mph台中盤のチェンジアップも織り交ぜた投球を見せる。

## 詳細情報

### 背番号
- 70（2024年 - ）